# Volta a Noruega 2021
La Volta a Noruega 2021, 10a edició de la Volta a Noruega, es va disputar entre el 19 i el 22 de juliol de 2021 sobre un recorregut de 634,88 km repartits entre quatre etapes. La cursa formava part del calendari de l'UCI ProSeries 2021, amb una categoria 2.Pro.
El vencedor fou el britànic Ethan Hayter (Ineos Grenadiers), que s'imposà per quinze segons al neerlandès Ide Schelling (Bora-Hansgrohe) i per vint-i-cinc al també neerlandès Mike Teunissen (Team Jumbo-Visma).

## Equips
Dinou equips van prendre part en aquesta edició de la Volta a Noruega: set UCI WorldTeams, dos UCI ProTeams i deu equips continentals.
| WorldTeams (7)- Bora-Hansgrohe - Ineos Grenadiers - Jumbo-Visma - Lotto Soudal - Team DSM - Trek-Segafredo - UAE Team Emirates ProTeams (2)- Sport Vlaanderen-Baloise - Uno-X Pro Cycling Team Equips continentals (10)- À Bloc CT - BHS-PL Beton Bornholm - Black Spoke - ColoQuick - Coop - EvoPro Racing - Global 6 Cycling - Ribble Weldtite Pro Cycling - Riwal - Nippo-Provence-PTS Conti |
| |

## Etapes
| Etapa    | Data      | Ciutats d'etapa       | type                    | Distància (km) | Vencedor de l'etapa | Líder de la general |
| -------- | --------- | --------------------- | ----------------------- | -------------- | ------------------- | ------------------- |
| 1a etapa | 19 de ago | Egersund – Sokndal    | etapa de mitja muntanya | 153,08         | Ethan Hayter        | Ethan Hayter        |
| 2a etapa | 20 de ago | Sirdal – Fidjeland    | etapa plana             | 164,03         | Ethan Hayter        | Ethan Hayter        |
| 3a etapa | 21 de ago | Jørpeland – Jørpeland | etapa de mitja muntanya | 147,14         | Mads Pedersen       | Ethan Hayter        |
| 4a etapa | 22 de ago | Stavanger – Stavanger | etapa plana             | 170,63         | Matthew Walls       | Ethan Hayter        |

### Etapa 1
| \| Classificació de l'etapa \| Classificació de l'etapa \| Classificació de l'etapa \| Classificació de l'etapa \| Classificació de l'etapa \| \| Corredor \| Corredor \| Equip \| Temps \| \| \| ------------------------ \| ------------------------ \| --------------------------- \| ------------------------ \| ------------------------ \| \| 1r \| Ethan Hayter \| Ineos Grenadiers \| 3h 44' 30" \| \| \| 2n \| Ide Schelling \| Bora-Hansgrohe \| + 1" \| \| \| 3r \| Torstein Træen \| Uno-X Pro Cycling Team \| + 11" \| \| \| 4t \| Mattias Skjelmose \| Trek-Segafredo \| + 13" \| \| \| 5è \| James Shaw \| Ribble Weldtite Pro Cycling \| + 13" \| \| \| 6è \| Filippo Ganna \| Ineos Grenadiers \| + 13" \| \| \| 7è \| Mike Teunissen \| Jumbo-Visma \| + 13" \| \| \| 8è \| Kristian Aasvold \| Team Coop \| + 13" \| \| \| 9è \| Markus Hoelgaard \| Uno-X Pro Cycling Team \| + 13" \| \| \| 10è \| Lucas Eriksson \| Riwal Cycling Team \| + 13" \| \| |                   |                             |            |
| |                   |                             |            |
| Font: ProCyclingStats |                   |                             |            |
| Classificació de l'etapa |                   |                             |            |
| Corredor | Corredor          | Equip                       | Temps      |
| 1r | Ethan Hayter      | Ineos Grenadiers            | 3h 44' 30" |
| 2n | Ide Schelling     | Bora-Hansgrohe              | + 1"       |
| 3r | Torstein Træen    | Uno-X Pro Cycling Team      | + 11"      |
| 4t | Mattias Skjelmose | Trek-Segafredo              | + 13"      |
| 5è | James Shaw        | Ribble Weldtite Pro Cycling | + 13"      |
| 6è | Filippo Ganna     | Ineos Grenadiers            | + 13"      |
| 7è | Mike Teunissen    | Jumbo-Visma                 | + 13"      |
| 8è | Kristian Aasvold  | Team Coop                   | + 13"      |
| 9è | Markus Hoelgaard  | Uno-X Pro Cycling Team      | + 13"      |
| 10è | Lucas Eriksson    | Riwal Cycling Team          | + 13"      |

| \| Classificació general \| Classificació general \| Classificació general \| Classificació general \| Classificació general \| \| Corredor \| Corredor \| Equip \| Temps \| \| \| --------------------- \| --------------------- \| --------------------------- \| --------------------- \| --------------------- \| \| 1r \| Ethan Hayter \| Ineos Grenadiers \| 3h 44' 20" \| \| \| 2n \| Ide Schelling \| Bora-Hansgrohe \| + 5" \| \| \| 3r \| Torstein Træen \| Uno-X Pro Cycling Team \| + 17" \| \| \| 4t \| Mattias Skjelmose \| Trek-Segafredo \| + 23" \| \| \| 5è \| James Shaw \| Ribble Weldtite Pro Cycling \| + 23" \| \| \| 6è \| Filippo Ganna \| Ineos Grenadiers \| + 23" \| \| \| 7è \| Mike Teunissen \| Jumbo-Visma \| + 23" \| \| \| 8è \| Kristian Aasvold \| Team Coop \| + 23" \| \| \| 9è \| Markus Hoelgaard \| Uno-X Pro Cycling Team \| + 23" \| \| \| 10è \| Lucas Eriksson \| Riwal Cycling Team \| + 23" \| \| |                   |                             |            |
| |                   |                             |            |
| Font: ProCyclingStats |                   |                             |            |
| Classificació general |                   |                             |            |
| Corredor | Corredor          | Equip                       | Temps      |
| 1r | Ethan Hayter      | Ineos Grenadiers            | 3h 44' 20" |
| 2n | Ide Schelling     | Bora-Hansgrohe              | + 5"       |
| 3r | Torstein Træen    | Uno-X Pro Cycling Team      | + 17"      |
| 4t | Mattias Skjelmose | Trek-Segafredo              | + 23"      |
| 5è | James Shaw        | Ribble Weldtite Pro Cycling | + 23"      |
| 6è | Filippo Ganna     | Ineos Grenadiers            | + 23"      |
| 7è | Mike Teunissen    | Jumbo-Visma                 | + 23"      |
| 8è | Kristian Aasvold  | Team Coop                   | + 23"      |
| 9è | Markus Hoelgaard  | Uno-X Pro Cycling Team      | + 23"      |
| 10è | Lucas Eriksson    | Riwal Cycling Team          | + 23"      |

### Etapa 2
| \| Classificació de l'etapa \| Classificació de l'etapa \| Classificació de l'etapa \| Classificació de l'etapa \| Classificació de l'etapa \| \| Corredor \| Corredor \| Equip \| Temps \| \| \| ------------------------ \| ------------------------ \| --------------------------- \| ------------------------ \| ------------------------ \| \| 1r \| Ethan Hayter \| Ineos Grenadiers \| 4h 16' 32" \| \| \| 2n \| Tosh Van der Sande \| Lotto-Soudal \| + 0" \| \| \| 3r \| Mike Teunissen \| Jumbo-Visma \| + 0" \| \| \| 4t \| Ide Schelling \| Bora-Hansgrohe \| + 0" \| \| \| 5è \| Sven Erik Bystrøm \| UAE Team Emirates \| + 0" \| \| \| 6è \| Kristian Aasvold \| Team Coop \| + 0" \| \| \| 7è \| James Shaw \| Ribble Weldtite Pro Cycling \| + 0" \| \| \| 8è \| Markus Hoelgaard \| Uno-X Pro Cycling Team \| + 0" \| \| \| 9è \| Lucas Eriksson \| Riwal Cycling Team \| + 0" \| \| \| 10è \| Nick van der Lijke \| Riwal Cycling Team \| + 0" \| \| |                    |                             |            |
| |                    |                             |            |
| Font: ProCyclingStats |                    |                             |            |
| Classificació de l'etapa |                    |                             |            |
| Corredor | Corredor           | Equip                       | Temps      |
| 1r | Ethan Hayter       | Ineos Grenadiers            | 4h 16' 32" |
| 2n | Tosh Van der Sande | Lotto-Soudal                | + 0"       |
| 3r | Mike Teunissen     | Jumbo-Visma                 | + 0"       |
| 4t | Ide Schelling      | Bora-Hansgrohe              | + 0"       |
| 5è | Sven Erik Bystrøm  | UAE Team Emirates           | + 0"       |
| 6è | Kristian Aasvold   | Team Coop                   | + 0"       |
| 7è | James Shaw         | Ribble Weldtite Pro Cycling | + 0"       |
| 8è | Markus Hoelgaard   | Uno-X Pro Cycling Team      | + 0"       |
| 9è | Lucas Eriksson     | Riwal Cycling Team          | + 0"       |
| 10è | Nick van der Lijke | Riwal Cycling Team          | + 0"       |

| \| Classificació general \| Classificació general \| Classificació general \| Classificació general \| Classificació general \| \| Corredor \| Corredor \| Equip \| Temps \| \| \| --------------------- \| --------------------- \| --------------------------- \| --------------------- \| --------------------- \| \| 1r \| Ethan Hayter \| Ineos Grenadiers \| 8h 00' 42" \| \| \| 2n \| Ide Schelling \| Bora-Hansgrohe \| + 15" \| \| \| 3r \| Mike Teunissen \| Jumbo-Visma \| + 29" \| \| \| 4t \| James Shaw \| Ribble Weldtite Pro Cycling \| + 33" \| \| \| 5è \| Kristian Aasvold \| Team Coop \| + 33" \| \| \| 6è \| Markus Hoelgaard \| Uno-X Pro Cycling Team \| + 33" \| \| \| 7è \| Mattias Skjelmose \| Trek-Segafredo \| + 33" \| \| \| 8è \| Lucas Eriksson \| Riwal Cycling Team \| + 33" \| \| \| 9è \| Torstein Træen \| Uno-X Pro Cycling Team \| + 35" \| \| \| 10è \| Sven Erik Bystrøm \| UAE Team Emirates \| + 41" \| \| |                   |                             |            |
| |                   |                             |            |
| Font: ProCyclingStats |                   |                             |            |
| Classificació general |                   |                             |            |
| Corredor | Corredor          | Equip                       | Temps      |
| 1r | Ethan Hayter      | Ineos Grenadiers            | 8h 00' 42" |
| 2n | Ide Schelling     | Bora-Hansgrohe              | + 15"      |
| 3r | Mike Teunissen    | Jumbo-Visma                 | + 29"      |
| 4t | James Shaw        | Ribble Weldtite Pro Cycling | + 33"      |
| 5è | Kristian Aasvold  | Team Coop                   | + 33"      |
| 6è | Markus Hoelgaard  | Uno-X Pro Cycling Team      | + 33"      |
| 7è | Mattias Skjelmose | Trek-Segafredo              | + 33"      |
| 8è | Lucas Eriksson    | Riwal Cycling Team          | + 33"      |
| 9è | Torstein Træen    | Uno-X Pro Cycling Team      | + 35"      |
| 10è | Sven Erik Bystrøm | UAE Team Emirates           | + 41"      |

### Etapa 3
| \| Classificació de l'etapa \| Classificació de l'etapa \| Classificació de l'etapa \| Classificació de l'etapa \| Classificació de l'etapa \| \| Corredor \| Corredor \| Equip \| Temps \| \| \| ------------------------ \| ------------------------ \| ------------------------ \| ------------------------ \| ------------------------ \| \| 1r \| Mads Pedersen \| Trek-Segafredo \| 3h 49' 02" \| \| \| 2n \| Alexander Kristoff \| UAE Team Emirates \| + 0" \| \| \| 3r \| Mike Teunissen \| Jumbo-Visma \| + 0" \| \| \| 4t \| Markus Hoelgaard \| Uno-X Pro Cycling Team \| + 0" \| \| \| 5è \| Ethan Hayter \| Ineos Grenadiers \| + 0" \| \| \| 6è \| Kristian Aasvold \| Team Coop \| + 0" \| \| \| 7è \| Tosh Van der Sande \| Lotto-Soudal \| + 0" \| \| \| 8è \| Nils Politt \| Bora-Hansgrohe \| + 0" \| \| \| 9è \| Cedric Beullens \| Sport Vlaanderen-Baloise \| + 0" \| \| \| 10è \| Ide Schelling \| Bora-Hansgrohe \| + 0" \| \| |                    |                          |            |
| |                    |                          |            |
| Font: ProCyclingStats |                    |                          |            |
| Classificació de l'etapa |                    |                          |            |
| Corredor | Corredor           | Equip                    | Temps      |
| 1r | Mads Pedersen      | Trek-Segafredo           | 3h 49' 02" |
| 2n | Alexander Kristoff | UAE Team Emirates        | + 0"       |
| 3r | Mike Teunissen     | Jumbo-Visma              | + 0"       |
| 4t | Markus Hoelgaard   | Uno-X Pro Cycling Team   | + 0"       |
| 5è | Ethan Hayter       | Ineos Grenadiers         | + 0"       |
| 6è | Kristian Aasvold   | Team Coop                | + 0"       |
| 7è | Tosh Van der Sande | Lotto-Soudal             | + 0"       |
| 8è | Nils Politt        | Bora-Hansgrohe           | + 0"       |
| 9è | Cedric Beullens    | Sport Vlaanderen-Baloise | + 0"       |
| 10è | Ide Schelling      | Bora-Hansgrohe           | + 0"       |

| \| Classificació general \| Classificació general \| Classificació general \| Classificació general \| Classificació general \| \| Corredor \| Corredor \| Equip \| Temps \| \| \| --------------------- \| --------------------- \| --------------------------- \| --------------------- \| --------------------- \| \| 1r \| Ethan Hayter \| Ineos Grenadiers \| 11h 49' 44" \| \| \| 2n \| Ide Schelling \| Bora-Hansgrohe \| + 15" \| \| \| 3r \| Mike Teunissen \| Jumbo-Visma \| + 25" \| \| \| 4t \| Kristian Aasvold \| Team Coop \| + 33" \| \| \| 5è \| Markus Hoelgaard \| Uno-X Pro Cycling Team \| + 33" \| \| \| 6è \| James Shaw \| Ribble Weldtite Pro Cycling \| + 33" \| \| \| 7è \| Lucas Eriksson \| Riwal Cycling Team \| + 33" \| \| \| 8è \| Mattias Skjelmose \| Trek-Segafredo \| + 33" \| \| \| 9è \| Torstein Træen \| Uno-X Pro Cycling Team \| + 35" \| \| \| 10è \| Romain Combaud \| Team DSM \| + 41" \| \| |                   |                             |             |
| |                   |                             |             |
| Font: ProCyclingStats |                   |                             |             |
| Classificació general |                   |                             |             |
| Corredor | Corredor          | Equip                       | Temps       |
| 1r | Ethan Hayter      | Ineos Grenadiers            | 11h 49' 44" |
| 2n | Ide Schelling     | Bora-Hansgrohe              | + 15"       |
| 3r | Mike Teunissen    | Jumbo-Visma                 | + 25"       |
| 4t | Kristian Aasvold  | Team Coop                   | + 33"       |
| 5è | Markus Hoelgaard  | Uno-X Pro Cycling Team      | + 33"       |
| 6è | James Shaw        | Ribble Weldtite Pro Cycling | + 33"       |
| 7è | Lucas Eriksson    | Riwal Cycling Team          | + 33"       |
| 8è | Mattias Skjelmose | Trek-Segafredo              | + 33"       |
| 9è | Torstein Træen    | Uno-X Pro Cycling Team      | + 35"       |
| 10è | Romain Combaud    | Team DSM                    | + 41"       |

### Etapa 4
| \| Classificació de l'etapa \| Classificació de l'etapa \| Classificació de l'etapa \| Classificació de l'etapa \| Classificació de l'etapa \| \| Corredor \| Corredor \| Equip \| Temps \| \| \| ------------------------ \| ------------------------ \| ------------------------ \| ------------------------ \| ------------------------ \| \| 1r \| Matthew Walls \| Bora-Hansgrohe \| 3h 25' 16" \| \| \| 2n \| Mads Pedersen \| Trek-Segafredo \| + 0" \| \| \| 3r \| Daniel Hoelgaard \| Uno-X Pro Cycling Team \| + 0" \| \| \| 4t \| Mike Teunissen \| Jumbo-Visma \| + 0" \| \| \| 5è \| Tosh Van der Sande \| Lotto-Soudal \| + 0" \| \| \| 6è \| Alexander Kristoff \| UAE Team Emirates \| + 0" \| \| \| 7è \| Nils Lau Nyborg Broge \| BHS-PL Beton Bornholm \| + 0" \| \| \| 8è \| Markus Hoelgaard \| Uno-X Pro Cycling Team \| + 0" \| \| \| 9è \| Nick van der Lijke \| Riwal Cycling Team \| + 0" \| \| \| 10è \| Cedric Beullens \| Sport Vlaanderen-Baloise \| + 0" \| \| |                       |                          |            |
| |                       |                          |            |
| Font: ProCyclingStats |                       |                          |            |
| Classificació de l'etapa |                       |                          |            |
| Corredor | Corredor              | Equip                    | Temps      |
| 1r | Matthew Walls         | Bora-Hansgrohe           | 3h 25' 16" |
| 2n | Mads Pedersen         | Trek-Segafredo           | + 0"       |
| 3r | Daniel Hoelgaard      | Uno-X Pro Cycling Team   | + 0"       |
| 4t | Mike Teunissen        | Jumbo-Visma              | + 0"       |
| 5è | Tosh Van der Sande    | Lotto-Soudal             | + 0"       |
| 6è | Alexander Kristoff    | UAE Team Emirates        | + 0"       |
| 7è | Nils Lau Nyborg Broge | BHS-PL Beton Bornholm    | + 0"       |
| 8è | Markus Hoelgaard      | Uno-X Pro Cycling Team   | + 0"       |
| 9è | Nick van der Lijke    | Riwal Cycling Team       | + 0"       |
| 10è | Cedric Beullens       | Sport Vlaanderen-Baloise | + 0"       |

## Classificació final
| \| Classificació general \| Classificació general \| Classificació general \| Classificació general \| Classificació general \| \| Corredor \| Corredor \| Equip \| Temps \| \| \| --------------------- \| --------------------- \| --------------------------- \| --------------------- \| --------------------- \| \| 1r \| Ethan Hayter \| Ineos Grenadiers \| 15h 15' 00" \| \| \| 2n \| Ide Schelling \| Bora-Hansgrohe \| + 15" \| \| \| 3r \| Mike Teunissen \| Jumbo-Visma \| + 25" \| \| \| 4t \| Markus Hoelgaard \| Uno-X Pro Cycling Team \| + 33" \| \| \| 5è \| James Shaw \| Ribble Weldtite Pro Cycling \| + 33" \| \| \| 6è \| Kristian Aasvold \| Team Coop \| + 33" \| \| \| 7è \| Mattias Skjelmose \| Trek-Segafredo \| + 33" \| \| \| 8è \| Lucas Eriksson \| Riwal Cycling Team \| + 33" \| \| \| 9è \| Torstein Træen \| Uno-X Pro Cycling Team \| + 35" \| \| \| 10è \| Sven Erik Bystrøm \| UAE Team Emirates \| + 41" \| \| |                   |                             |             |
| |                   |                             |             |
| Font: ProCyclingStats |                   |                             |             |
| Classificació general |                   |                             |             |
| Corredor | Corredor          | Equip                       | Temps       |
| 1r | Ethan Hayter      | Ineos Grenadiers            | 15h 15' 00" |
| 2n | Ide Schelling     | Bora-Hansgrohe              | + 15"       |
| 3r | Mike Teunissen    | Jumbo-Visma                 | + 25"       |
| 4t | Markus Hoelgaard  | Uno-X Pro Cycling Team      | + 33"       |
| 5è | James Shaw        | Ribble Weldtite Pro Cycling | + 33"       |
| 6è | Kristian Aasvold  | Team Coop                   | + 33"       |
| 7è | Mattias Skjelmose | Trek-Segafredo              | + 33"       |
| 8è | Lucas Eriksson    | Riwal Cycling Team          | + 33"       |
| 9è | Torstein Træen    | Uno-X Pro Cycling Team      | + 35"       |
| 10è | Sven Erik Bystrøm | UAE Team Emirates           | + 41"       |

## Evolució de les classificacions
| Etapa                   | Vencedor                | Classificació general | Classificació per punts | Classificació de la muntanya | Classificació dels joves | Classificació per equips |
| ----------------------- | ----------------------- | --------------------- | ----------------------- | ---------------------------- | ------------------------ | ------------------------ |
| 1                       | Ethan Hayter            | Ethan Hayter          | Ethan Hayter            | Ethan Hayter                 | Mattias Skjelmose Jensen | Ineos Grenadiers         |
| 2                       | Ethan Hayter            | Ethan Hayter          | Ethan Hayter            | Anthon Charmig               | Mattias Skjelmose Jensen | Uno-X Pro                |
| 3                       | Mads Pedersen           | Ethan Hayter          | Ethan Hayter            | Anthon Charmig               | Mattias Skjelmose Jensen | Uno-X Pro                |
| 4                       | Matthew Walls           | Ethan Hayter          | Mike Teunissen          | Anthon Charmig               | Mattias Skjelmose Jensen | Uno-X Pro                |
| Classeificacions finals | Classeificacions finals | Ethan Hayter          | Mike Teunissen          | Anthon Charmig               | Mattias Skjelmose Jensen | Uno-X Pro                |